# Heder
Die Heder ist ein 11,8 Kilometer langer linker Nebenfluss der Lippe, der im  nordrhein-westfälischen Kreis Paderborn verläuft.

## Name
Die Heder wird zwischen 836 und 840 erstmals schriftlich erwähnt (Hedera). Die Deutung des Namens ist unsicher. Möglicherweise besteht ein Zusammenhang mit dem indogermanischen Wortstamm *kat- für 'flechtend zusammendrehen'. In diesem Fall nahm die Benennung Bezug auf ein Flechtwerk zum Fischfang oder zur Salzgewinnung (bei Salzkotten).
Ein älterer Name des Flusses war Serena (836–840 „iuxta fluvium Serena vel Hedera“). Dieser Name steht wohl in Zusammenhang mit dem indogermanischen Wort *sero- „Flüssigkeit“.

## Geographie

### Hederquellen
Die Hederquellen befinden sich in Upsprunge auf einer Höhe von 101 m ü. NHN. Es handelt sich bei ihnen um stark schüttende Karstquellen, welche aus Versickerungen der Alme gespeist werden. Die Quellen haben eine durchschnittliche Schüttung von 1900 Litern pro Sekunde.

### Verlauf
Nach den Hederquellen durchfließt die Heder das Naturschutzgebiet (NSG) Sültsoid, in welchem sie salzhaltiges Wasser aus mehreren Solequellen aufnimmt. Wenige Meter weiter fließt ihr rechtsseitig der beim Vielser Hof entspringende Turbinenbach zu. Anschließend verläuft die Heder durch den Stadtkern von Salzkotten, vorbei am Gradierwerk, wo weitere Quellen entspringen und damit die Schüttung des „Wellebachs“ erhöhen (der Bach treibt die historische Ölmühle an), welcher ihr weiter flussabwärts linksseitig zuläuft. Unmittelbar vor Unterquerung der Bahngleise nimmt die Heder rechtsseitig den Rothebach auf, kurz darauf dann auch den Wellebach (siehe oben). Die Heder fließt anschließend durch das Naturschutzgebiet Hederaue mit Thüler Moorkomplex, nah vorbei an Stadtteiche, Klein Verne und dem Gut Wandschicht, bevor sie linksseitig den oberhalb von Verne entspringenden Bohmke Graben aufnimmt. Rechts neben der Heder befindet sich nun die Vernaburg. Der Fluss verläuft anschließend noch etwa vier Kilometer weiter in nordwestliche Richtung und mündet  hinter Schwelle linksseitig auf einer Höhe von 83 m ü. NHN in die von rechts kommende Lippe. Das oberirdische Einzugsgebiet der Heder misst 83,907 km².

### Zuflüsse
- Flomengraben (links)
- Turbinenbach (rechts)
- Rothebach (rechts)
- Bohmke Graben (links)
- Vielser Bach (rechts)